# Putnisita

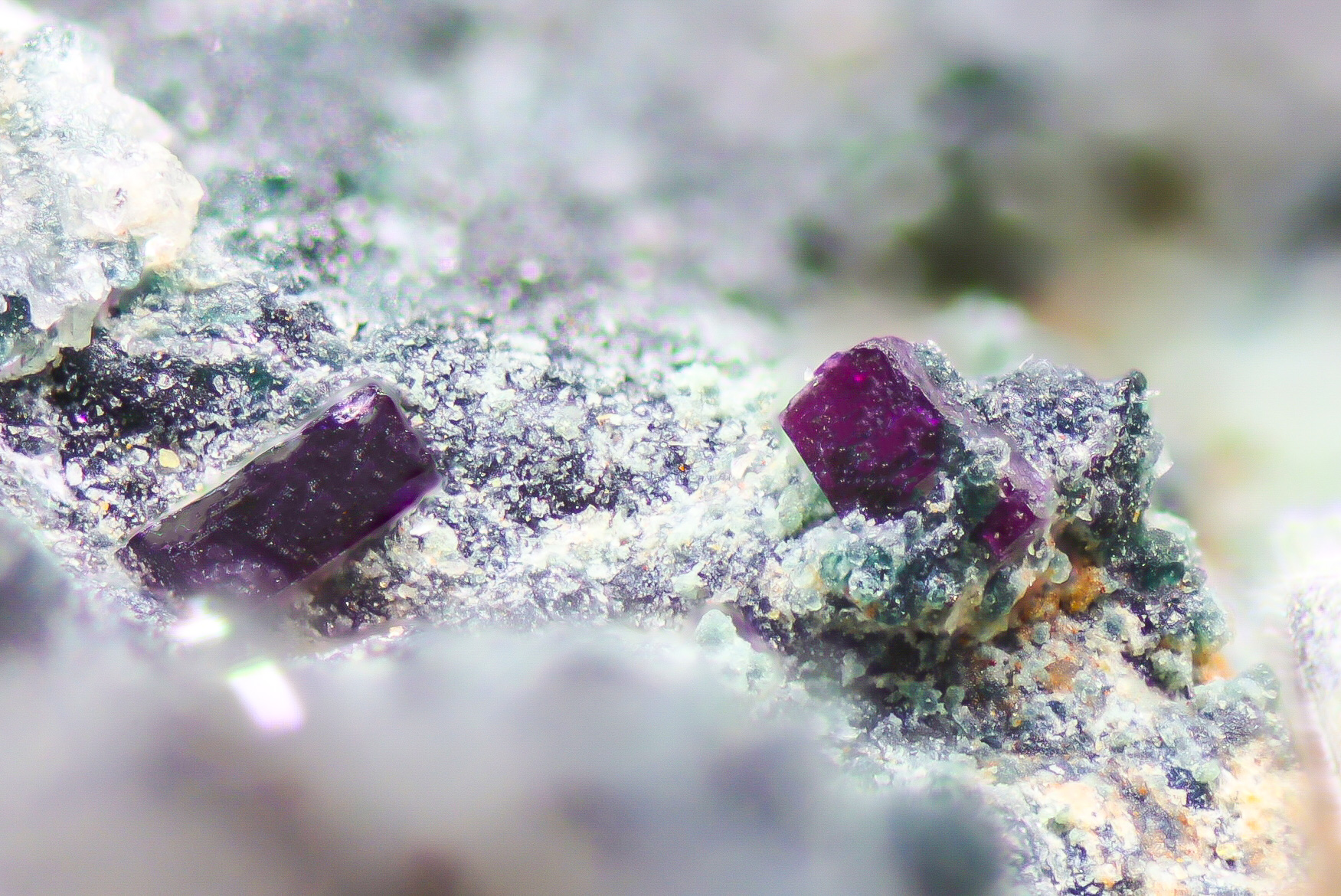
Putnisita en una mina en Australia.

La putnisita (en inglés: putnisite; IMA2011-106) es un mineral translúcido de tonalidad púrpura con una estructura química única compuesto de estroncio, calcio, cromo, azufre, carbono, oxígeno e hidrógeno.
Es un cristal ortorrombico relativamente suave (1,5 a 2 Mohs) y quebradizo, de fórmula química SrCa
4Cr30+
8(CO
3)
8SO
4(OH)
16·23H
2O
Fue descubierto en 2011 (según otras fuentes en 1014) en una mina de titanio en el lago Cowan, cerca de Kambalda, en Australia Occidental, y fue nombrado por  los mineralogistas Andrew y Christine Putnis. Aún no se conoce si puede tener aplicaciones comerciales.
La putnisita tiene propiedades estructurales y químicas únicas, y no parece estar relacionada con ninguna de las familias mineralógicas existentes.
La putnisita se presenta como pequeños cristales (<0,5 mm) en forma de cubo en la roca volcánica. Los cristales son translúcidos, de color púrpura, pero muestran distinto pleocroísmo (de púrpura pálido a gris pálido azulado, en función del ángulo de observación) y dejan marcas de color rosa cuando se frotan sobre una superficie plana.